# Diakarga-Peulh
Ne doit pas être confondu avec Diakarga.
Diakarga-Peulh est une commune située dans le département de Soudougui de la province de Koulpélogo dans la région du Centre-Est au Burkina Faso.